# 桂祥
桂祥（グイシャン、1849年 - 1914年1月10日）は清朝の外戚。西太后の弟であり、隆裕太后の父、同治帝の叔父、光緒帝の叔父であり義父でもある。三等承恩公の爵位を有していた。氏族は葉赫那拉氏で、満洲鑲藍旗（のちに満洲鑲黄旗に昇格）所属。

## 生涯
同治13年（1874年）に乾清門侍衛に任じられ、光緒10年（1884年）には副都統の名誉称号を加えられ、光緒12年（1886年）には御前侍衛および鑲白旗漢軍副都統に就任した。
光緒14年（1888年）10月5日、長女・那拉氏が光緒帝の皇后に選ばれた。
同年10月己亥の日に、桂祥は三等承恩公に昇爵し、正紅旗護軍統領、正黄旗護軍統領などを歴任した。光緒15年（1889年）には侍郎候補となり、光緒16年（1890年）12月には工部右侍郎・豊烈が盛京兵部侍郎に転任すると、桂祥は工部右侍郎に任命され、兼ねて銭法堂の事務および右翼前鋒統領を管轄した。
光緒17年（1891年）には鑲黄旗蒙古副都統に、光緒18年（1892年）には神機営の事務を管理することとなり、光緒20年（1894年）には八分輔国公の称号が加えられ、鑲白旗漢軍都統、神機営の馬歩各営の統率を担当し、山海関に駐屯、後に薊州に移された。光緒22年（1896年）には南苑に駐屯し、光緒23年（1897年）には崇文門副監督に任じられた。光緒26年（1900年）には内大臣となった。
光緒28年4月（1902年）、承恩公桂祥と輔国公載卓が健銳営の事務管理を命じられた。その後、梁格荘に駐在する御前侍衛となり、宣統元年（1909年）には八分輔国公の双俸（俸禄を倍額で支給）を賜った。
中華民国2年（1913年）1月6日付の『政府公報』には、「載功、景沣、貢桑諾爾布、色楞額、魁斌、溥倫、桂祥、博迪蘇が年番旗務の管理を命じられる」と記載された。当時、載功は鑲黄旗蒙古都統、景沣は正黄旗蒙古都統、貢桑諾爾布は正白旗満洲都統、色楞額は正紅旗漢軍都統、魁斌は鑲白旗満洲都統、溥倫は鑲紅旗満洲都統、桂祥は正藍旗満洲都統、博迪蘇は鑲藍旗満洲都統であった。
中華民国2年12月15日（1914年1月10日）、元御前侍衛・正藍旗満洲都統・三等承恩公として逝去した。これを悼み、溥儀は陀羅経被（仏教経典を納めた経被）を賜与し、貝子の溥伒を弔問に派遣、さらに葬儀費用として銀五千両を下賜した。

## 家族
- 父：惠徵
  - 兄弟：照祥、佛佑
- 叔父：惠春

- 嫡妻：愛新覚羅氏 - 光緒30年（1904年）に逝去。
  - 長男：徳恒
  - 次男：徳祺
  - 長女：隆裕太后（静芬） - 母は愛新覚羅氏。
  - 次女：輔国公載澤嫡福晋 - 隆裕太后より4歳年下。
  - 三女：早世
  - 四女：順承郡王訥勒赫嫡福晋 - 隆裕太后より十数歳年下。

- 養子（義子）：崔玉貴 - 西太后のお気に入りであった側近の宦官。

## 参考資料
- 『清史稿』
- 『清実録』
  - 『穆宗毅皇帝実録』
  - 『徳宗景皇帝実録』